# Della Reese
Della Reese, nome d'arte di Delloreese Patricia Early (Detroit, 6 luglio 1931 – Los Angeles, 19 novembre 2017), è stata una cantante, attrice e predicatrice religiosa statunitense.
Iniziò la sua carriera di cantante verso la fine degli anni cinquanta e in questa veste è ricordata soprattutto per il singolo di successo Don't You Know. Passò quindi alla recitazione, raggiungendo una notevole notorietà soprattutto grazie alla sua partecipazione come co-protagonista della serie televisiva Il tocco di un angelo, nella quale interpretava il ruolo dell'angelo Tess. Fondò la Up Church-Understanding Principles for Better Living, una chiesa cristiana di ispirazione New Thought con sede a Los Angeles, California, nella quale fu pastore e predicatrice religiosa.

## Biografia
Della Reese nasce il 6 luglio 1931 a Detroit, Michigan. Già all'età di sei anni inizia a cantare in chiesa e da questa esperienza nasce il suo amore per il gospel. All'età di tredici anni entra a far parte del gruppo gospel di Mahalia Jackson, per poi formare un proprio gruppo, i Meditation Singers. A causa della morte della madre e delle gravi condizioni di salute del padre, Della deve abbandonare i suoi studi universitari alla Wayne State University per contribuire al sostentamento della famiglia.

### Cantante

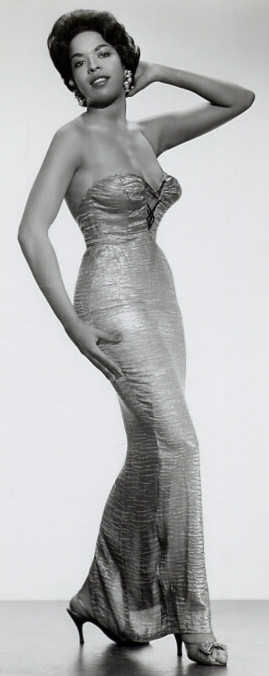
Della Reese negli anni cinquanta

La prima opportunità di farsi conoscere le si presentò quando vinse un concorso che le permise di esibirsi per una settimana nel locale Flame Show di Detroit: fu così apprezzata che continuò a esibirsi per due mesi. Sebbene le sue radici musicali fossero saldamente piantate nel gospel, in quel periodo Della venne in contatto con la musica delle grandi interpreti del jazz come Ella Fitzgerald, Sarah Vaughan e Billie Holiday.
Nel 1953 firmò un contratto con la casa discografica Jubilee Records, con la quale incise brani che non erano all'altezza del suo talento, come In the Still of the Night, I've Got My Love to Keep Me Warm e Time after Time: nessuna delle tre canzoni riuscì a entrare nelle classifiche. Solo nel 1957, con il singolo And That Reminds Me, Della Reese comparve nella Top20: il disco vendette oltre un milione di copie e Della Reese fu votata da Billboard, Cashbox e altre testate come cantante più promettente dell'anno.
Nel 1959 firmò un nuovo contratto, stavolta con la RCA Records. Il suo nuovo singolo Don't You Know, il cui motivo era ripreso da La bohème di Giacomo Puccini, fu il suo più grande successo, arrivando al secondo posto della Pop chart e al primo della Black Singles Chart (poi rinominata R&B chart). Don't You Know è ancora il suo cavallo di battaglia.
Nel 1960 Della Reese lanciò un altro singolo di successo, Not One Minute More, anche se iniziava già a mettere in secondo piano la sua carriera di cantante. Cavalcando il successo delle sue due hit, si esibì a Las Vegas per nove anni e tenne concerti in tutti gli Stati Uniti. Durante gli anni sessanta e settanta incise una serie di album: tra i più significativi, The Classic Della (1962) e Waltz with Me, Della (1963), che contribuirono a farla conoscere anche all'estero, e Della Reese Live (1966), On Strings of Blue (1967) e One of a Kind (1978), nei quali si propose come cantante jazz.
Continuò a incidere regolarmente album gospel anche negli anni ottanta, ricevendo nel 1987 una nomination ai Grammy Awards, novanta, con un'altra nomination ai Grammy per l'album My Soul Feels Better Right Now del 1998, e duemila. Il suo ultimo CD, Give It to God, uscito nel 2006, è collegato alla sua attività di predicatrice religiosa.
Era a capo di una propria casa discografica, la Spiritual Icon, con la quale pubblica le sue nuove incisioni.

### Attrice
La prima esperienza televisiva della Reese arrivò nel 1969, quando comparve in una serie televisiva che portava il suo stesso nome. Durante gli anni settanta e ottanta recitò in film e miniserie televisivi.
Nel 1989 fu accanto ad Eddie Murphy in Harlem Nights, dove interpretò la gigantesca Vera, rude proprietaria di un locale notturno newyorkese. Recita ancora a fianco di Murphy nel 1992 in Il distinto gentiluomo.
Il grande successo arrivò nel 1994, quando prese parte come co-protagonista alla serie televisiva Il tocco di un angelo, di cui cantò anche la sigla Walk with You: la partecipazione alla serie, proseguita fino al 2003, affermò la sua popolarità presso le generazioni più giovani e il pubblico internazionale.

### Impegno sociale e religioso
Della Reese soffriva di diabete mellito ed era portavoce dell'American Diabetes Association (Associazione Americana Diabetici).
Negli anni '80 la Reese venne ordinata ministra di culto all'interno della Unity Church (la più importante confessione cristiana aderente alla corrente New Thought). Successivamente aprì a Los Angeles una propria chiesa denominata "Up Church-Understanding Principles for Better Living", aderente alla denominazione New Thought Universal Foundation for Better Living, fondata dalla predicatrice americana Johnnie Coleman. Nella propria attività pastorale la Reese ha fatto ricorso anche all'ausilio della musica e di libri devozionali di cui è stata autrice: Strenght Is the Energy of God e What Is This Thing Called Love.

### Morte
Reese è morta il 19 novembre 2017 nella sua casa di Los Angeles, California, all'età di 86 anni. Non è stata data alcuna causa, anche se aveva sofferto di diabete di tipo 2.

### Perdita di materiale
Il 25 giugno 2019, il New York Times Magazine ha elencato Reese tra centinaia di artisti il cui materiale è stato distrutto nell'incendio degli Universal Studios del 2008.

## Discografia
| Anno | Album                                               |
| 1957 | Melancholy Baby                                     |
| 1958 | Amen                                                |
| 1958 | A Date with Della Reese (At Mr. Kelly's in Chicago) |
| 1959 | And That Reminds Me                                 |
| 1959 | The Story of the Blues                              |
| 1959 | What Do You Know About Love?                        |
| 1960 | Della                                               |
| 1960 | Della By Starlight                                  |
| 1961 | Special Delivery                                    |
| 1961 | Della Della Cha-Cha-Cha                             |
| 1962 | Della Reese on Stage                                |
| 1962 | The Classic Della                                   |
| 1963 | Waltz with Me                                       |
| 1964 | Della Reese at Basin Street East                    |
| 1964 | C'mon and Hear                                      |
| 1965 | I Like It Like Dat!                                 |
| 1966 | Della Reese Live                                    |
| 1967 | One More Time                                       |
| 1967 | On Strings of Blue                                  |
| 1968 | I Gotta Be Me ... This Trip Out                     |
| 1970 | Black Is Beautiful                                  |
| 1975 | Let Me into Your Life                               |
| 1976 | The ABC Collection                                  |
| 1978 | One of a Kind                                       |
| 1985 | Sure Like Loving You                                |
| 1990 | And Brilliance                                      |
| 1995 | Some of My Best Friends Are the Blues               |
| 1996 | Voice of an Angel                                   |
| 1998 | My Soul Feels Better Right Now                      |
| 1998 | The Della Reese Collection                          |
| 2000 | Sure Like Lovin' You                                |
| 2001 | Legendary Della Reese                               |
| 2002 | Della (Expanded)                                    |
| 2006 | Give It to God                                      |

## Filmografia

### Attrice

#### Cinema
- Psychic Killer, regia di Ray Danton (1975)
- Harlem Nights, regia di Eddie Murphy (1989)
- Il distinto gentiluomo, regia di Jonathan Lynn (1992)
- La linea sottile tra odio e amore, regia di Martin Lawrence (1996)
- Beauty Shop, regia di Bille Woodruff (2005)
- Expecting Mary, regia di Dan Gordon (2010)

#### Televisione
- Mod Squad, i ragazzi di Greer (The Mod Squad) – serie TV, episodio 1x07 (1968)
- I nuovi medici – serie TV, episodi 2x02 (1970)
- Pepper Anderson - Agente speciale (Police Woman) – serie TV, episodio 1x10 (1974)
- Uno sceriffo a New York (McCloud) – serie TV, 2 episodi (1974-1976)
- Petrocelli – serie TV, episodio 1x15 (1975)
- Sulle strade della California (Police Story) – serie TV, episodio 2x22 (1975)
- Colombo (Columbo) – serie TV, episodio 5x01 (1975)
- Chico and the Man – serie TV, 27 episodi (1975-1978)
- Insight – serie TV, 1 episodio (1980)
- Love Boat (The Love Boat) – serie TV, 2 episodi (1982)
- Lui, lei e gli altri – serie TV, 6 episodi (1982-1983)
- A-Team (The A-Team) – serie TV, episodio 4x04 (1985)
- 227 – serie TV, 2 episodi (1987-1990)
- Giudice di notte (Night Court) – serie TV, episodio 7x07 (1989)
- I ragazzi della prateria – serie TV, episodio 2x01 (1990)
- Quattro donne in carriera (Designing Women) – serieTV, episodio 7x14 (1993)
- L.A. Law - Avvocati a Los Angeles (L.A. Law) – serie TV, episodio 7x19 (1993)
- La famiglia Brock (Picket Fences) – serie TV, episodio 1x22 (1993)
- Il tocco di un angelo (Touched by an Angel) – serie TV, 211 episodi (1994-2003)
- Terra promessa (Promised Land) – serie TV, 6 episodi (1996-1998)
- La casa dei ricordi (The Secret Path) – film TV (1999)
- Raven – serie TV, episodio 3x35 (2006)
- Febbre d'amore (The Young and the Restless) – soap opera, 2 puntate (2009)
- Detroit 1-8-7 – serie TV, episodio 1x10 (2010)
- Il mistero delle lettere perdute – serie TV, 2 episodi (2014)

### Doppiatrice
- Il cucciolo Scooby-Doo - serie animata, 13 episodi (1988)
- Dinosauri (Dinosaur) (2000)
- Dinosauri (2000) videogioco